# Нухаев, Хож-Ахмед Таштамирович
Хож-Ахме́д Таштами́рович Нуха́ев (11 ноября 1954, Калининское, Фрунзенская область — неизвестно) — чеченский политический деятель, экс-вице-премьер правительства ЧРИ, руководитель межтейповой организации «Нохчи-Латта-Ислам»; лидер лазанской организованной преступной группировки. Приверженец родоплеменной системы.

## Биография
Родился в 1954 году в селе Калининское Калининского района Киргизской ССР, куда были депортированы его родители. Принадлежит к тайпу Ялхой. В 1957 году его семья вернулась в Чечню.
В 1970-е годы поступил на юридический факультет МГУ (позже был отчислен), где участвовал в деятельности московского студенческого Комитета независимости Чечни во главе с Саид-Хасаном Абумуслимовым, в котором был ответственным за финансовое обеспечение и службу безопасности. В начале 1980-х был осуждён за грабёж и мошенничество.
После отбытия второго срока вернулся в Москву в 1988 году и, по данным правоохранительных органов, вместе с Мовлади Атлангериевым создал в Москве чеченскую преступную группировку. Именно тогда появилась идея «захвата территорий» с последующим обложением «налогом за охрану» (де-факто данью) как криминалитета города, так и кооперативов столицы. Попытка захвата Москвы вызвала войну между чеченской мафией и уже существовавшими в столице группировками. В результате чеченской группировке не удалось взять под свой контроль криминальный мир столицы, в то же время ей удалось фактически уничтожить «бауманскую» банду и серьёзно потеснить другие. В 1989 году Нухаев с приближёнными отделился от чеченской преступной группировки, создав свою организацию, штаб-квартира которой разместилась в ресторане «Лазания» (ул. Пятницкая, д. 40).
В 1989 году Х.-А. Нухаев стал членом вайнахского джамаата «Барт» («Единство»), взявшего курс на создание Вайнахской демократической партии (ВДП). 13 мая 1990 года, после учредительного съезда ВДП, Х.-А. Нухаев, который был назначен руководителем отдела безопасности партии, был арестован за вымогательство денег у директора колбасного цеха Дащяна. 15 марта 1991 года Москворецким судом Москворецкого района Москвы Нухаев был приговорён к 8 годам лишения свободы за вымогательство. Отбывал наказание в исправительно-трудовой колонии строгого режима в Хабаровском крае. 27 ноября 1991 года по фиктивным документам был этапирован из Хабаровского края, доставлен в грозненский СИЗО-1 и 7 декабря освобождён. В 1992 году Верховным Судом РСФСР уголовное дело в отношении Нухаева было прекращено и направлено в архив Замоскворецкого народного суда. После освобождения проживал в Гудермесском районе ЧР и в Грозном.
В сентябре 1994 года Х-А. Нухаев учредил в России фирму «Оскар». Имел недвижимость в г. Грозном: особняк, здание «Дом офицеров» и крытый рынок. Поддерживал дружеские отношения с Генеральным прокурором Ичкерии Усманом Имаевым и его заместителем Авлади Мусаевым. Возглавил Службу внешней разведки Ичкерии, жил в Москве и Стамбуле, часто бывал в Западной Европе и США. Встречался в Лондоне с Маргарет Тэтчер по поводу идеи создании Кавказского общего рынка.
В 1991—1994 годах посредничал в переговорах между президентом Чечни Джохаром Дудаевым и людьми из окружения президента РФ Бориса Ельцина. В 1994—1996 годах, по одним данным, возглавлял внешнюю разведку Чеченской Республики Ичкерия (ЧРИ). По другим данным, Нухаев время от времени выполнял конфиденциальные поручения президента Чечни Дудаева, что впоследствии позволило ему называться руководителем разведки и контрразведки ЧРИ. В 1995 году познакомился с Абу аль-Валидом, известным арабским террористом, прибывшим в Чечню как резидент саудовской разведки и представитель
исламской организации «Братья-мусульмане».
Во время Первой чеченской войны, по своим словам, занимался организацией поставок оружия и финансов через Азербайджан в Чечню, также лично принимал участие в боевых действиях на стороне сепаратистов. Получил ранение во время боёв за президентский дворец в Грозном, после чего лечился в Азербайджане по приглашению Ильхама Алиева. В 1995 году выехал в Турцию, где занялся формированием теневого кабинета правительства. Один из авторов обнародованного проекта «шариатской конституции» Чеченской Республики Ичкерия. 
В мае 1996 года, после гибели Джохара Дудаева, стал первым вице-премьером в правительстве Зелимхана Яндарбиева. В том же году был удостоен высшей награды ЧРИ — ордена «Къоман сий» («Честь нации»). На деньги Нухаева была создана Кавказская информационная корпорация. По другим данным, в 1997 году он был назначен Яндарбиевым вице-премьером по внешнеэкономическим связам. Одновременно возглавлял «Кавказско-американскую торгово-промышленную палату» и «Кавказский общий рынок». В 1997 году, после того, как президентом ЧРИ стал Аслан Масхадов, Нухаев уехал за границу. Уйдя из правительства, основал организацию «Транскавказский энергетический консорциум» в составе нескольких американских, британских и польских компаний, которая занималась отмыванием средств, полученных от продажи чеченской нефти.
В 1999 году Х.-А. Нухаев создал межтейповое общественное движение «Нохчи Латта Ислам». В том же 1999 году совершил хадж в Мекку. В 2000 году Х.-А. Нухаев учредил Межконфессиональное общественное движение «Ханиф», ставящее целью объединение народов на принципах ислама. В 2001 году Х.-А. Нухаев учредил и возглавил Фонд ЗАО «Варисс».
С осени 1999 года Х.-А. Нухаев постоянно жил в Баку, где пользовался большим влиянием. В декабре 1999 года он распространил документ «За мир в Чечне и демократию в России. Инициатива Хож-Ахмеда Нухаева». Содержание проекта — мир России в обмен на частичную чеченскую независимость «на основе Веры отцов на Земле отцов». Выступает за присоединение к России северной (равнинной) части Чечни на правах республики и предоставление независимости особого, негосударственного типа тейпам южной (горной) Чечни. Спонсировал фильм о себе, снятый на Западе.
В начале 2000-х годов Х.-А. Нухаев был назначен членом руководства движения «Евразия», а также стал президентом международной холдинговой корпорации «Кавказский общий рынок». Официально находился в розыске, но открыто посещал Москву, где участвовал в мероприятиях движения «Евразия».
В 2000 году Нухаев дал интервью американскому журналисту Полу Хлебникову, редактору русской версии журнала «Forbes», который написал о нём книгу «Разговор с варваром» (2003), содержащую критические высказывания. После выхода книги Хлебников был убит, и 16 июня 2005 года в заявлении Генеральной прокуратуры РФ Х.-А. Нухаев был назван заказчиком убийства и повторно объявлен в розыск. Ранее, в 2001 году, Генеральной прокуратурой РФ он также был объявлен в международный розыск. Ему были предъявлены обвинения по следующим статьям Уголовного кодекса: вооружённый мятеж, организация незаконных вооружённых формирований и посягательство на жизнь сотрудников правоохранительных органов. 
В марте 2008 года начальник Главного следственного управления Следственного комитета при прокуратуре России Дмитрий Довгий заявил о причастности Нухаева к убийству журналиста Анны Политковской.
В 2011 году Нухаева подозревали в организации убийства бывшего полковника российской армии Юрия Буданова, в 2003 году осуждённого за похищение и убийство 18-летней чеченской девушки Эльзы Кунгаевой.
Достоверно неизвестно, какова судьба Нухаева. По одной из версий, он был убит в середине 2000-х годов. По другой версии, он жив и скрывается от международного преследования.

## Слухи о смерти
В начале июня 2005 года в печати появились сообщения о том, что Нухаев, вероятно, был убит ещё в феврале 2004 года. Именно он, как утверждалось, уговорил Руслана Гелаева пройти через Дагестан в Грузию и был в составе его отряда, блокированного в горах Дагестана зимой 2003—2004 годов. Тогда было убито много боевиков, 28 февраля был убит и сам Гелаев. По версии ряда СМИ, среди убитых был и Нухаев. Косвенным подтверждением этого считали тот факт, что спонсируемые Нухаевым газеты «Ичкерия» и «Мехк-Кхел» с тех пор перестали выходить. Не появлялось также и новых книг Нухаева на темы российско-чеченских и международных отношений.

## Сочинения
- Нухаев Х.-А. Т. Ведено или Вашингтон? — М.: Арктогея-центр , 2001. — 239 с.ил.

## Электронные тексты
- Книги Хожа-Ахмет Нухаева.
- Статьи Хожа-Ахмет Нухаева.
- Интервью и статьи о Хожа-Ахмете Нухаеве 1999—2001 годов.

## Интервью
- Интервью с Нухаевым — Scene taken from «The Making of a New Empire» by Jos de Putter
- mms://streaming.docsonline.tv/FreeStreams/Noukhaev-prev.wmv — (недоступная ссылка) Scene taken from «The Making of a New Empire» by Jos de Putter — то же самое интервью с Нухаевым (прямая ссылка)